# Famille Poirier
La famille Poirier est une famille française d'ancienne bourgeoisie, dont une branche est dite de noblesse inachevée, originaire de Richelieu.

## Liens de filiation entre les personnalités notoires

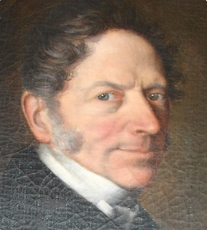
Augustin Poirier de Clisson (1785-1865), garde corps du Roi, propriétaire résidant au château de La Baron, en Cheneché (Vienne), maire de Cheneché.

La descendance de la famille Poirier est connue depuis le XVIe siècle,, composée de plusieurs branches établies à Beauvais, Clisson,, Narcay, et Richelieu (Indre-et-Loire).
- Martin Poirier (vers 1585- ), médecin du roi.
  - Prégent Poirier (vers 1621-1679), magistrat, greffier du duché pairie de Richelieu, procureur du roi au grenier à sel[7]. Il épouse Mathée Hamelin.
    - Pierre, né en 1647, avocat au conseil du Roi à Richelieu. Il épouse Anne de La Tourette.
    - Louis Poirier, né en 1650, premier médecin du roi.
    - Jean (1652-1714), conseiller du roi, procureur du roi au grenier à sel de Richelieu, avocat en parlement président de l'élection de Richelieu. Il épouse Marguerite Ragonneau.
      - Jean, marié en 1713, avocat à Richelieu.

    - François Poirier (1661-1732), seigneur de Clisson, sénéchal du duché pairie de Richelieu, avocat au siège royal et au parlement de Chinon. Il épouse Françoise Marillet.
      - Jérome (1697-1766), conseiller du Roi, juge ordinaire civil et criminel de Loudun, prévôt royal de Loudun. Epouse Jeanne Aubineau.
      - Henry (1700-1745), avocat à Richelieu. Il épouse Louise Archambault.
        - Bernard, marié en 1763, président au grenier à sel de Richelieu. Il épouse Marie de La Mothe.

      - Jean Baptiste Augustin Poirier (1704-1769), sieur de Clisson, chevalier de Saint-Lazare, conseiller du Roi et procureur de la ville de Richelieu, trésorier de France au bureau des finances de Poitiers. Il épouse Anne Françoise Ruffin.
        - Augustin Jean Antoine Poirier de Clisson (1745-1811), président-trésorier de France au bureau des finances de Poitiers[8], garde du corps du roi, propriétaire du château des Piliers[9]. La charge de trésorier de France accordait la noblesse transmissible après deux générations ayant chacune exercé l'office pendant un minimum de vingt années[10]. Il épouse Marie Thérèse Ragot.
          - Augustin Poirier de Clisson (1785-1865), épouse Catherine Parent de Curzon.
            - Tite-Enguerrand Poirier de Clisson (1847-1912), zouave pontifical, maître d'équipage (rallye Les Pilliers).  Il épouse Octavie de May de Termont.
              - Henri Poirier de Clisson (1877-1849) chirurgien. Il épouse Renée d'Etcheverry.

    - Eustache Poirier (1662- ), doyen de la Sainte-Chapelle de Champigny.
    - Bertrand Poirier (1665-1735), sieur des Bournais, conseiller du roi, sénéchal de Champigny-sur-Veude. Il épouse Françoise Néron.
      - François Poirier (1696-1754), Conseiller du roi, officier à l'élection de Richelieu. Il épouse Marguerite Véronique Richard de Piolan.
        - Bertrand Poirier (1726-1793), seigneur de Beauvais et de La Ripaudière, conseiller du roi, avocat en parlement, exécuté le 4 novembre 1793 (Place de Grève), victime de la Révolution française. Il épouse  Marguerite Hippolyte Ragonneau.
          - Bertrand Poirier de Beauvais (1750-1826), commandant général de l'artillerie de l'armée catholique et royale d'Anjou et du Haut-Poitou[11].

        - Alexis-Prégent, seigneur des Bournais, de La Tour. Il épouse Marie Drouin de Parçay[12].

      - Louis Poirier de Narçay, seigneur de Narçay (1699-1764). Il épouse Marie Catherine Torterue.
        - Louis Bertrand Poirier de Narçay, sieur de Neuil et de Narçay (1744-1816). Il épouse Louise Geneviève Torterue.
          - François Bertrand Poirier de Narçay, sieur de Neuil (1780-1857). Il épouse Adèle Reverdy.
            - Alexandre Bertrand Poirier de Narçay (1819-1886), épouse Azelline Reverdy.
              - Robert Poirier de Narçay (1859-1918), médecin, homme politique.

    - Guillaume Poirier, né en 1666, avocat en parlement, lieutenant des chasses du duc de Richelieu.

## Alliances
Les principales alliances de la famille Poirier sont : Gaultier, Dumoustier de La Fond, Drouïn de Parçay, Vernier d'Audrecy, Brunet de La Grange, de La Tourette, Pillot de Coligny, Torterue, Clérambault, Parent de Curzon, de May de Termont, Babinet, d'Etcheverry, Chauchat, Olphe-Galliard, de Villeneuve Esclapon, de Brauer, Doche de Laquintane, de Veyrac, de Rivérieulx de Varax, d'Hertault, de Moustier.

## Armes, titre
| Armoirie                                | Blasonnement |
| --------------------------------------- | --- |
|                                         | Poirier : D'argent au chevron de sable accompagné en chef de deux étoiles d'azur, et, en pointe, d'un poirier arraché de sinople.                                                   |
| Blason de la famille Poirier de Clisson | Poirier de Clisson : D'argent au chevron brisé de gueules, accompagné en chef de deux étoiles d'azur, et, en pointe, d'un poirier arraché de sinople. - Devise : Nec spe, nec meta. |

## Galerie

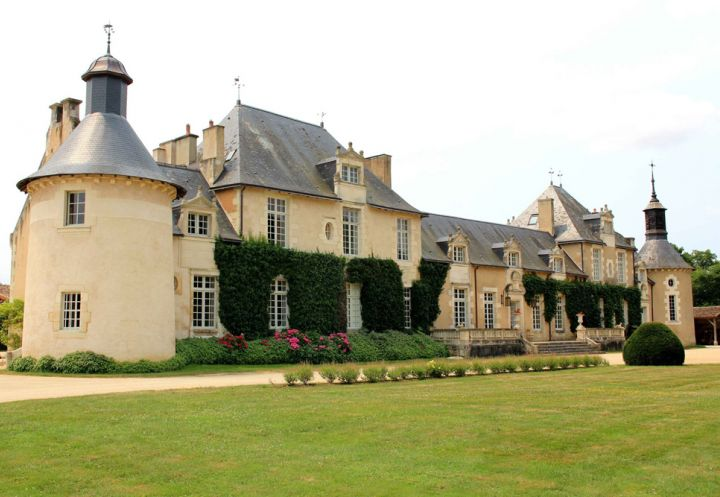
Château des Pilliers, Fontaine-le-Comte.
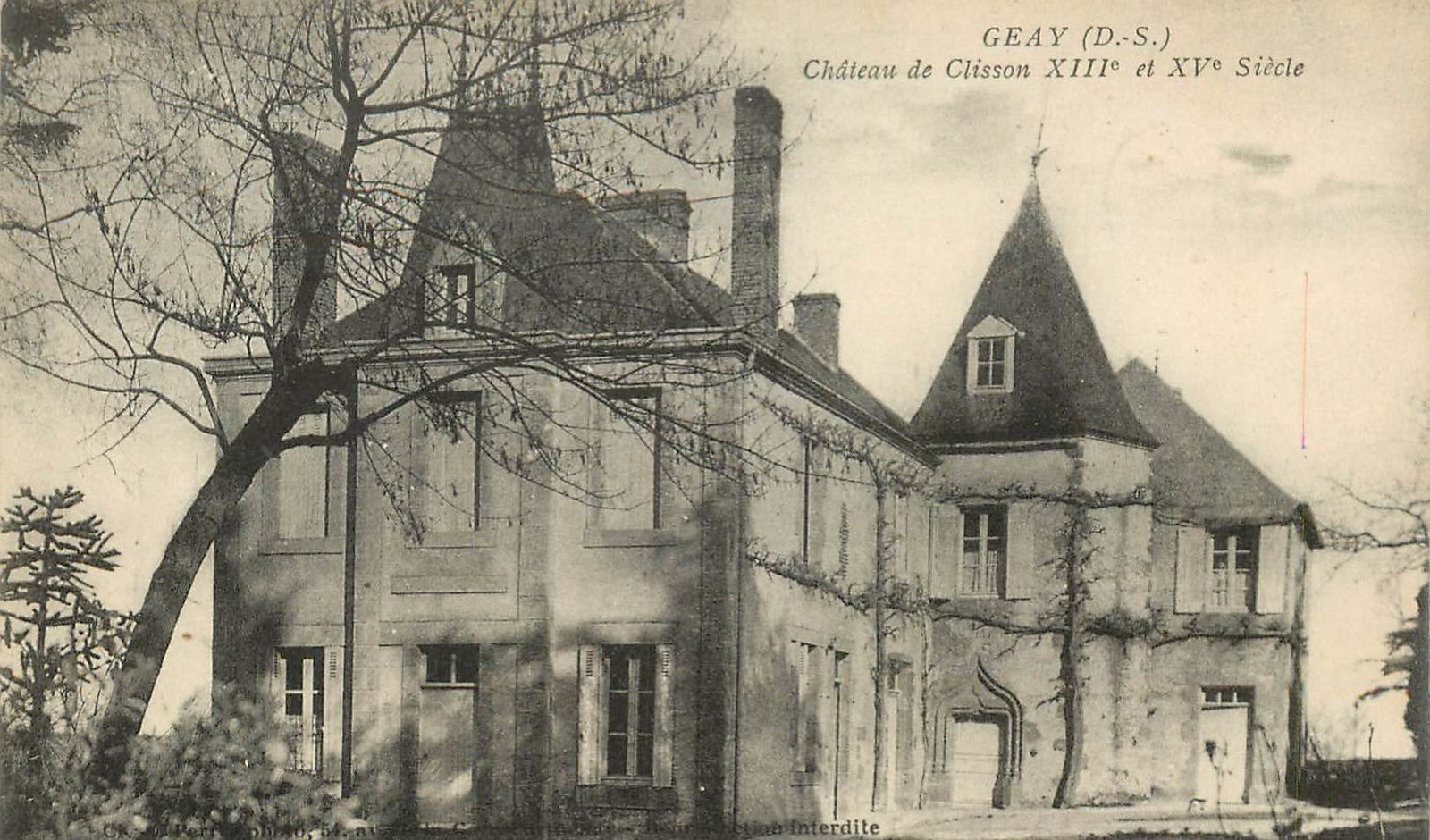
Château de Clisson, Geay.
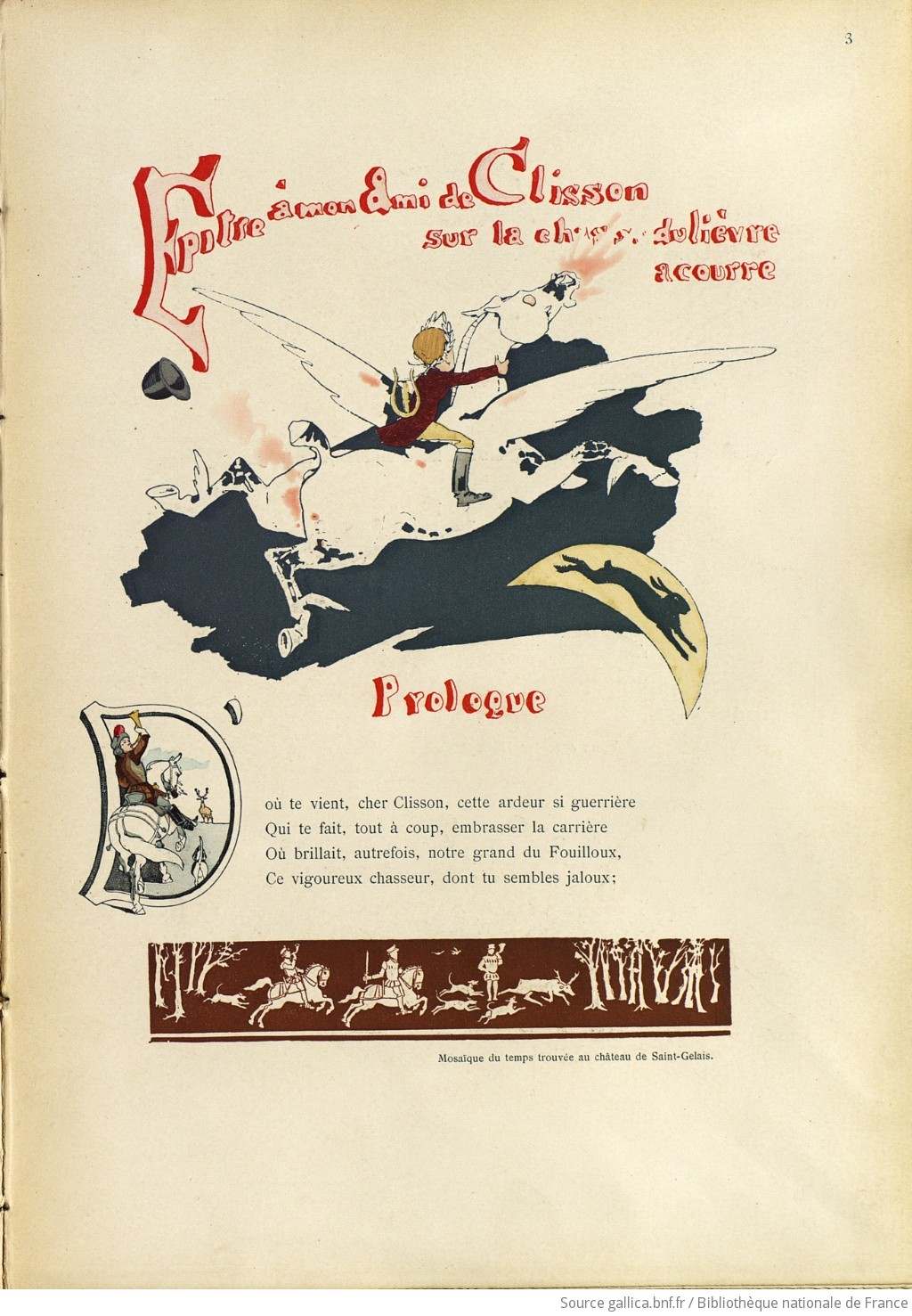
A M. de Clisson, Traité de la chasse du lièvre à courre en Poitou.
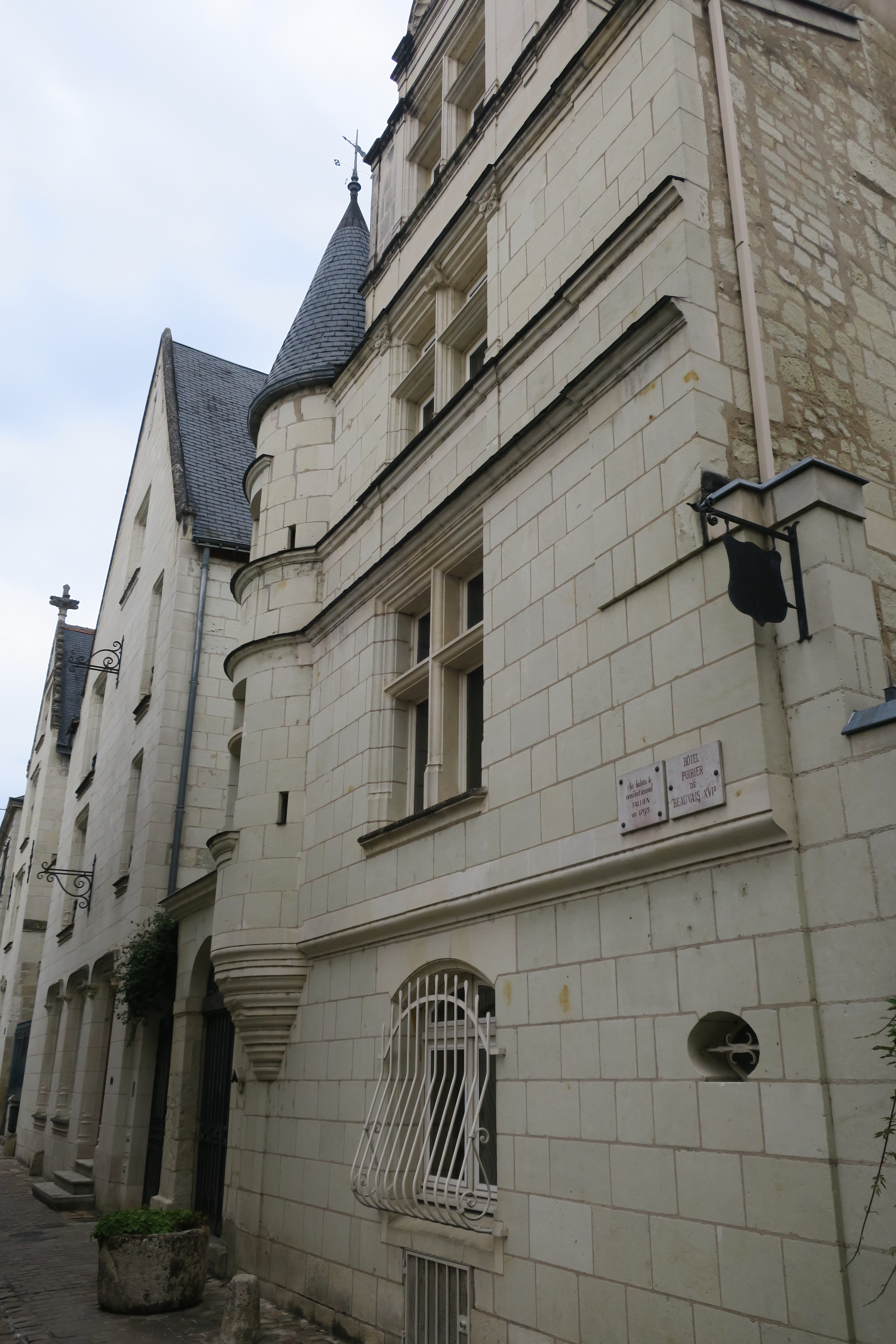
Hôtel Poirier de Beauvais, Chinon.
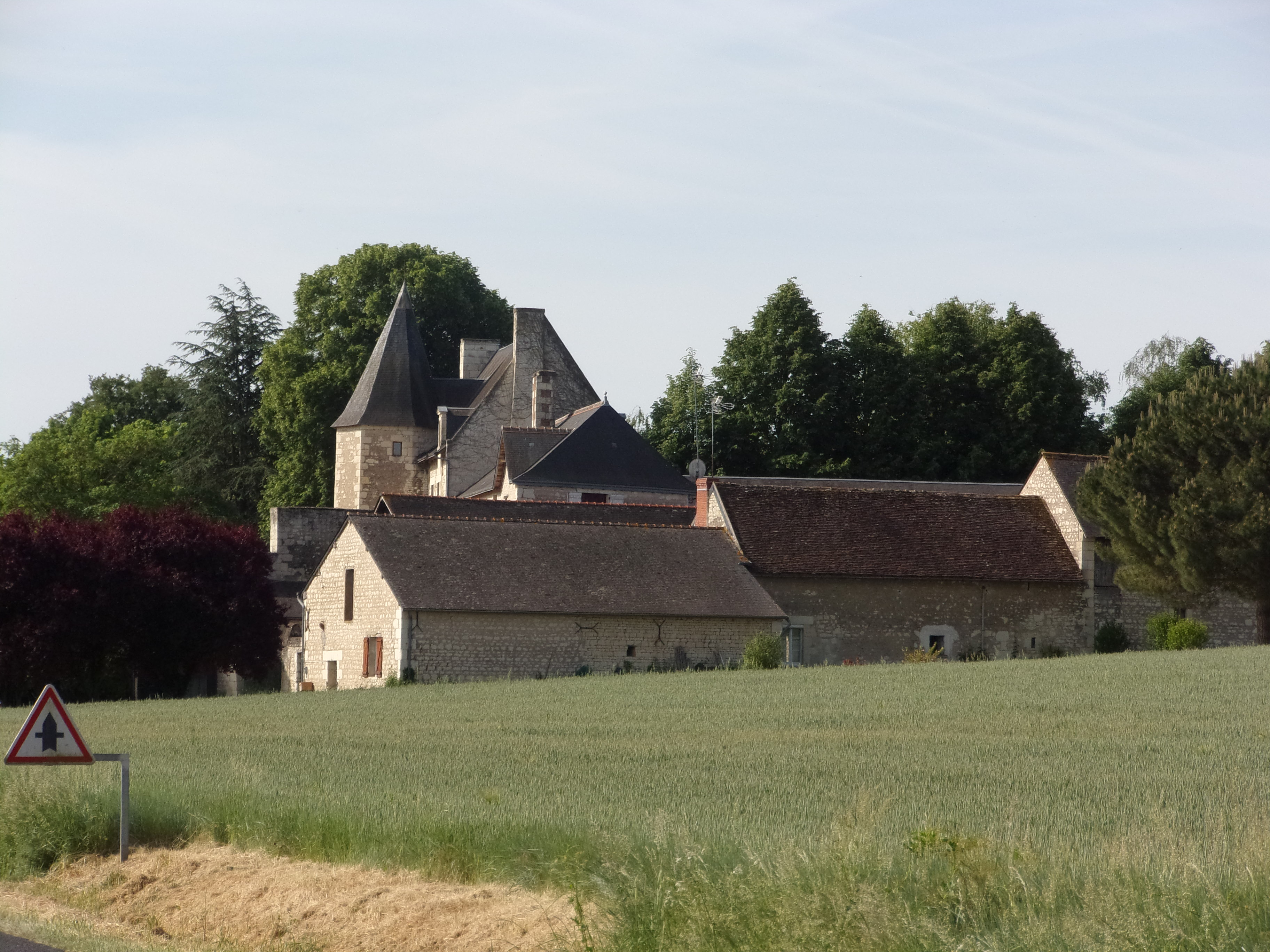
Manoir de Beauvais, Ligré.

## Fiefs
Les Poirier sont seigneurs de (basse et moyenne justice) : Les Bournais, Joué, La Gilberderie, Marçay, Nueil,  Narçay, La Rochepicher, Razines, Le Grand-Creuilly, Beauvais, Nazelles, La Ripaudière, La Guignetière, La Tour de Brou, La Cour de Germiny, Le Portail, Rozais, La Mobilière, Le Moulin de Vérigneau, Clisson.

## Postérité
- Rue Poirier-de-Narçay,
- Hôtel Poirier de Beauvais,
- Manoir Poirier de Beauvais.

## Pour approfondir